# Улрих Щилике
Улрих (Ули) Щилике (1954-, нем. Ulrich „Uli“ Stielike) е немски футболист-национал, защитник. Висок 1,78 м. Един от най-стабилните играчи футболисти в немската отбрана през 70-те и 80-те години, умее да играе еднакво добре в защита и в средата на терена. По-късно работи като треньор.

## Кариера
Роден е на 15 ноември 1954 г. в гр. Кеч. Започва да играе футбол в местния Кеч 06, после преминава през Борусия Мьонхенгладбах (1972-1977), Реал Мадрид (1977-1985) и Ньошател Ксамакс (1985-1988). Шампион на Германия през 1975, 1976 и 1977 г. Носител на Купата на Германия през 1973 и на Купата на УЕФА през 1975 г.
Играе 42 мача и 3 гола за Бундестима в периода 1975-1984 г. Дебютира на 3 септември 1975 г. срещу Австрия. Последния си мач изиграва на 12 септември 1984 г. срещу Аржентина. С отбора на ФРГ е европейски шампион през 1980 г. и световен вицешампион през 1982 г.
След края на активната си футболна кариера Щилике е старши треньор на националния отбор на Швейцария (1989-1991), Ньошател Ксамакс (1991-1993), Валдхоф Манхайм (1994-1996) и Алмерия (1996-1997). От 9 септември 1998 г. до 7 май 2000 г. е помощник-треньор на националния отбор на Германия, ръководен от Ерих Рибек. От 2000 г. е треньор на младежкия национален отбор на Германия. Женен, с три деца.

## Клубове
- 1972-1977: Борусия Мьонхенгладбах (Германия)
- 1977-1985: Реал Мадрид (Испания)
- 1985-1988: Ньошател Ксамакс (Швейцария)

## Отличия
- С Борусия Мьонхенгладбах (1972-1977)
  - Шампион на Германия: 1975, 1976 и 1977 г.
  - Носител на Купата на Германия: 1973
  - Носител на Купата на УЕФА: 1975 г.
  - Вицешампион на Германия: 1974 г.
  - Финалист в турнира за Купата на УЕФА: 1973 г.
  - Финалист в турнира за КЕШ: 1977 г.
- С Реал Мадрид (1977-1985)
  - Носител на Купата на УЕФА: 1985
  - Шампион на Испания: 1978, 1979, 1980
  - Носител на Купата на краля: 1980, 1982
  - Най-добър чуждестранен футболист в Испания: 1979, 1980, 1981, 1982
- С Ньошател Ксамакс (1985-1988)
  - Носител на Суперкупата на Швейцария: 1987